# الهجوم على ساحة الحبوبي (2020)

صور بعض ضحايا المظاهرات معلقة في ساحة الحبوبي

الهجوم على ساحة الحبوبي وهو هجوم قام به انصار التيار الصدري الذي يرأسه القيادي الشيعي البارز مقتدى الصدر على خيم المتظاهرين السلميين في ساحة الحبوبي في مركز مدينة الناصرية عاصمة محافظة ذي قار جنوب العراق يوم الجمعة المصادف 27 تشرين الثاني - نوفمبر وذلك بعد صلاة الجمعة. اسفر الهجوم عن مصادمات دموية بين الطرفين وأدت هذه المصادمات إلى مقتل 8 من المتظاهرين في ساحة الحبوبي وجرح مالايقل عن 95 متظاهرا وادت كذلك إلى احراق خيم المتظاهرين. وعلى إثر ذلك قام رئيس الوزراء العراقي مصطفى الكاظمي بإقالة قائد شرطة محافظة ذي قار العميد حازم محمد الوائلي من منصبه على خلفية الاحداث هذه وتعين اللواء عودة الجابري و تم على اثر ذلك اعلان فرض حظر عام للتجوال في عموم المدينة على خلفية الاشتباكات بين الطرفين.